# Grossa
Grossa település Franciaországban, Corse-du-Sud megyében. Lakosainak száma 73 fő (2022. január 1.). Grossa Belvédère-Campomoro, Bilia, Propriano és Sartène községekkel határos.

## Népesség
A település népességének változása:
| Lakosok száma | 78   | 58   | 44   | 52   | 43   | 44   | 43   | 43   | 53   | 73   |
|               | 1968 | 1982 | 1990 | 2006 | 2011 | 2016 | 2017 | 2019 | 2020 | 2022 |